# Achlys

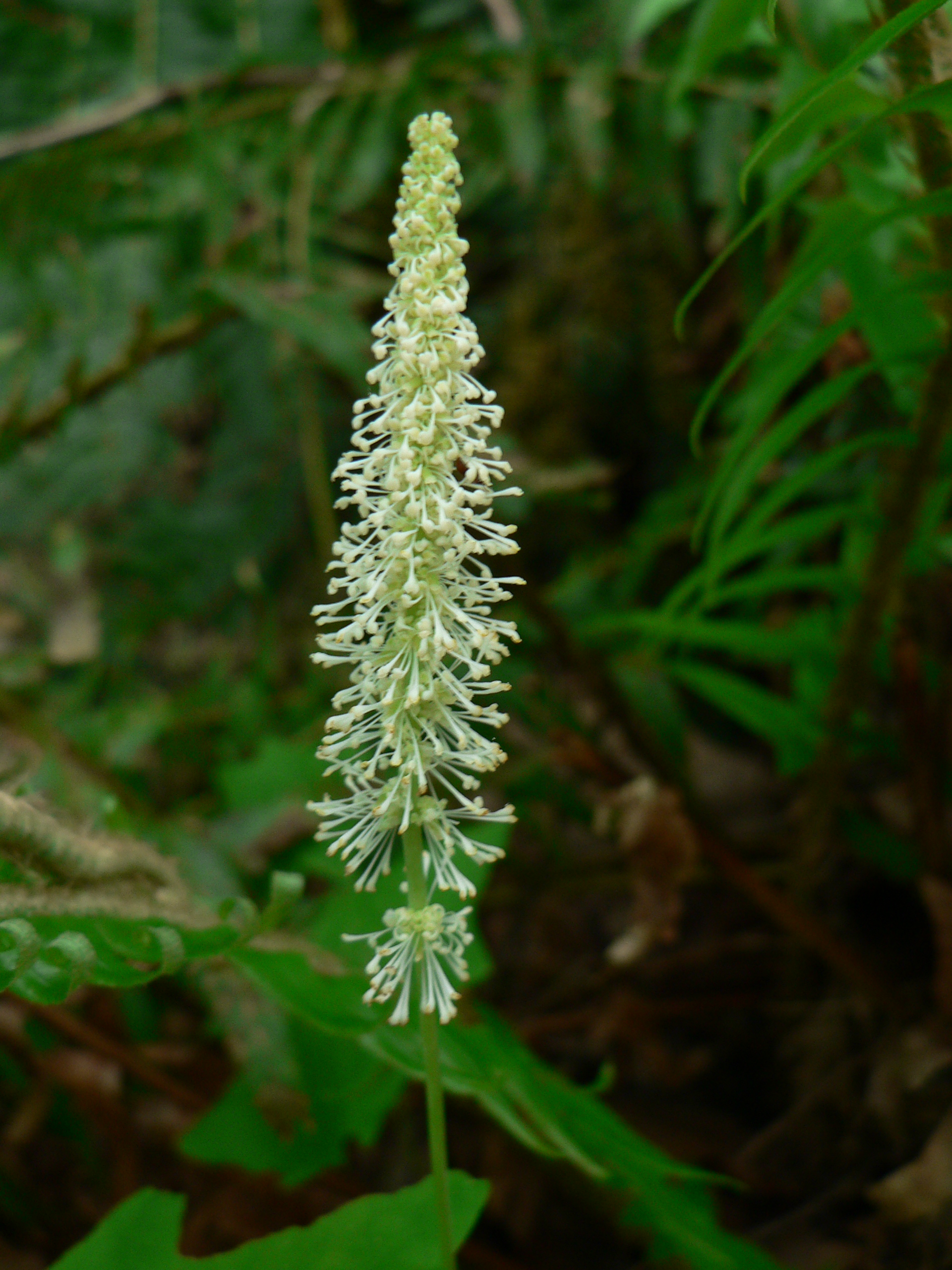
Kwiatostan Achlys triphylla

Achlys, pleśniara (Achlys DC.) – rodzaj bylin z rodziny berberysowatych (Berberidaceae). Obejmuje 2 lub 3 gatunki (w zależności od ujęcia systematycznego) występujące w zachodniej części Ameryki Północnej oraz w Japonii. 

## Morfologia
PokrójByliny kłączowe, nagie, rozwijające w kolejnych latach pojedyncze pędy kwiatostanowe i pojedyncze liście. Osiągają od 25 do 50 cm wysokości.
LiściePojedyncze lub kilka, wyłącznie odziomkowe. Na długim ogonku osadzona jest trójlistkowa blaszka o kolistym zarysie i długości od 20 do 40 cm. Brzeżne listki asymetryczne, blaszka jest całobrzega lub brzeg jest falisty. Nerwacja dłoniasta.
KwiatyDrobne (o średnicy do 6 mm), zebrane w gęsty, szczytowy kwiatostan. Kwiaty są trzykrotne. Brak listków okwiatu. Pręciki w liczbie od 8 do 10 i to one nadają biały lub kremowy kolor kwiatostanom. Zalążnie elipsoidalne.
OwoceCzerwone i brązowe, asymetryczne, jednonasienne mieszki.

## Systematyka
Pozycja systematyczna według APweb
Rodzaj należy do podrodziny Berberidoideae, rodziny berberysowatych (Berberidaceae) zaliczanej do jaskrowców (Ranunculales). 
Gatunki
- Achlys japonica Maxim.
- Achlys triphylla DC. – achlys trójlistkowy

W obrębie rodzaju niektóre źródła wyodrębniają dodatkowo gatunek Achlys californica Fukuda & H.Baker, w innych ujęciach traktowany jako podgatunek Achlys triphylla subsp. californica (Fukuda & H.Baker) Brayshaw.